# Incidente UFO di Delphos
Per incidente UFO di Delphos si intende un presunto avvistamento di UFO verificatosi nel 1971 negli USA in una fattoria nel territorio di Delphos nel Kansas, che avrebbe lasciato un cerchio sul terreno.
Per gli ufologi si tratterebbe di uno dei casi meglio documentati di tracce lasciate da un UFO nel terreno, mentre per gli scettici non ci sono prove certe per affermare che il cerchio sia stato causato da un UFO.

## Descrizione dell'evento
Il 2 novembre 1971, alle 19, il sedicenne Ronald Johnson, mentre stava conducendo le pecore all'ovile nella fattoria di famiglia, vide un oggetto a forma di fungo distante circa 25 metri e sospeso ad un'altezza di circa 60 cm dal suolo; secondo la sua descrizione, l'oggetto era alto circa 3 metri, aveva un diametro di circa 2,70 metri ed era coperto di luci multicolori. L'oggetto divenne più luminoso, abbagliando temporaneamente il testimone. Quando si fu ripreso, il ragazzo corse in casa a chiamare i genitori; quando la famiglia al completo arrivò sul posto constatò che l'oggetto non era più lì e vide in cielo una luce grande come la metà della Luna, che si allontanò sempre più fino a svanire verso sud. Esaminando il terreno, i Johnson videro un cerchio luminescente nel luogo dell'avvistamento. La madre toccò il cerchio e avvertì un intorpidimento alle dita.
Il giorno successivo, il signor Johnson avvertì lo sceriffo e chiamò il giornale locale, che inviò sul posto la giornalista Thaddia Smith. Sia la giornalista che lo sceriffo Enlow, recatosi anche lui alla fattoria, constatarono che al suolo era visibile un cerchio di colore chiaro del diametro di circa 2,5 metri. 
Due settimane dopo, l'ufologo Ted Phillips si recò alla fattoria, scattò numerose foto dell'anello sul terreno e prese alcuni campioni del suolo, che inviò a diversi laboratori.
I Johnson affermarono che per alcuni giorni Ronald soffrì di irritazione agli occhi e la madre di lui di intorpidimento alle dita, mentre gli animali manifestarono segni di nervosismo. La famiglia presentò la storia dell'avvistamento al National Enquirer UFO, vincendo un premio in denaro.

## Spiegazioni e controversie
Alcuni scettici hanno fatto osservare che nessuna persona qualificata ha controllato le condizioni del giovane Ronald, di sua madre e il comportamento degli animali; la vincita del premio induce a pensare ad una frode organizzata per motivi economici. Gli ufologi ribattono che secondo le testimonianze dello sceriffo Enlow i Johnson erano una famiglia stimata e rispettata e pertanto è difficile ritenere che avrebbero organizzato una frode. Altri scettici, riconoscendo al giovane Johnson la buona fede, hanno ipotizzato che possa avere osservato un fenomeno simile al fuoco di Sant'Elmo, che gli avrebbe provocato un attacco di panico; il ragazzo avrebbe a sua volta suggestionato i genitori.
Rimane la questione del cerchio sul terreno, da cui furono prelevati campioni per analisi. La maggior parte dei laboratori interpellati da Ted Phillips non comunicò alcun risultato, mentre altri trovarono il micelio di un fungo. L'ufologo e astronomo Jacques Vallée riferì che un biologo francese ha trovato un attinomicete, un organismo intermedio tra un fungo e un batterio; quest'organismo sviluppa il micelio ed è associato ai basidiomiceti, funghi che in alcune condizioni possono provocare bioluminescenza. Si spiegherebbe così la luminescenza del cerchio osservata dai Johnson.
Quella del fungo è per gli scettici una spiegazione soddisfacente ma per gli ufologi non è risolutiva, perché gli anelli sul terreno causati da funghi si dovrebbero accrescere con il tempo, cosa che a Delphos non è accaduta. Successivamente, il chimico Erol A. Faruk ha comunicato di avere trovato sui campioni da lui analizzati alti livelli di sali di zinco e di ossalato di calcio, sostanze che non possono derivare dal metabolismo dei funghi. Alcuni ufologi hanno ipotizzato che l'ossalato possa derivare dalla combustione di un propellente e che una sorgente di alta energia possa avere stimolato la crescita del fungo che ha causato la luminescenza del cerchio, ma gli scettici ribattono che non ci sono serie ragioni per prendere in considerazione queste ipotesi. Secondo la testimonianza di un vicino, l'anello si è sviluppato nel posto dove era collocata una mangiatoia in ferro zincato per i polli; lo zinco potrebbe quindi provenire dal rivestimento della mangiatoia e l'ossalato di calcio dalle deiezioni dei polli. Il risultato delle analisi non può quindi dimostrare con certezza che il cerchio sul terreno sia stato causato dall'atterraggio di un UFO.